# LaRod Stephens-Howling
LaRod Stephens-Howling (Johnstown, 26 aprile 1987) è un ex giocatore di football americano statunitense che ha militato nel ruolo di running back e kick returner nella National Football League (NFL). Fu scelto nel corso del settimo giro (240º assoluto) del Draft NFL 2012 dagli Arizona Cardinals. Al college ha giocato a football a Pittsburgh.

## Carriera

### Arizona Cardinals
Stephens-Howling fu scelto Arizona Cardinals nel corso del settimo giro (240º assoluto) del Draft 2009. Benché scelto come running back, Stephens-Howling fu anche posto a ritornare i kickoff della squadra. Il 1º novembre 2009, Stephens-Howling segnò il suo primo touchdown nella NFL su una ricezione da 14 yard su passaggio di Kurt Warner contro i Carolina Panthers. Il 29 novembre 2009, Stephens-Howling ritornò un kickoff di Rob Bironas per 99 yard in un touchdown contro i Tennessee Titans. Il 26 settembre 2010, Stephens-Howling ritornò il kickoff di apertura per 102 yard in touchdown contro gli Oakland Raiders. Il 31 ottobre 2010, LaRod segnò il suo primo touchdown su corsa dopo un'azione sulla linea laterale, correndo per 30 yard contro i Tampa Bay Buccaneers. Il 4 dicembre 2011, Stephens-Howling segnò il touchdown della vittoria ai supplementari contro i Dallas Cowboys su una ricezione da 52 yard. Egli divenne un restricted free agent dopo la stagione 2011 ma rifirmò con Arizona il 16 aprile 2012.
Il 9 settembre 2012, nella gara di debutto stagionale vinta per 20-16 sui Seattle Seahawks, Stephens-Howling nel quarto periodo segnò quello che si rivelò essere il touchdown decisivo per la vittoria dei Cardinals. Nella settimana 7, Arizona venne sconfitta dai Minnesota Vikings ma il giocatore disputò una grande gara correndo 104 yard e segnando un touchdown su corsa, oltre a 4 ricevere 4 passaggi per 45 yard. Un'altra ottima prova Stephens-Howling la disputò nella settimana 11 in cui corse 127 yard e segnò un touchdown contro gli Atlanta Falcons. La sua stagione si concluse coi primati in carriera per yard corse (356) e touchdown su corsa (4) in 14 partite, 5 delle quali come titolare.

### Pittsburgh Steelers
Il 26 aprile 2013, Stephens-Howling firmò un contratto annuale coi Pittsburgh Steelers. L'8 settembre 2013, nella prima partita della stagione contro i Tennessee Titans, Stephens-Howling si ruppe il legamento crociato anteriore, infortunio che lo costrinse a terminare la stagione. Quella fu l'ultima annata in carriera.

## Palmarès
- PFWA All-Rookie Team - 2009